# Hocico

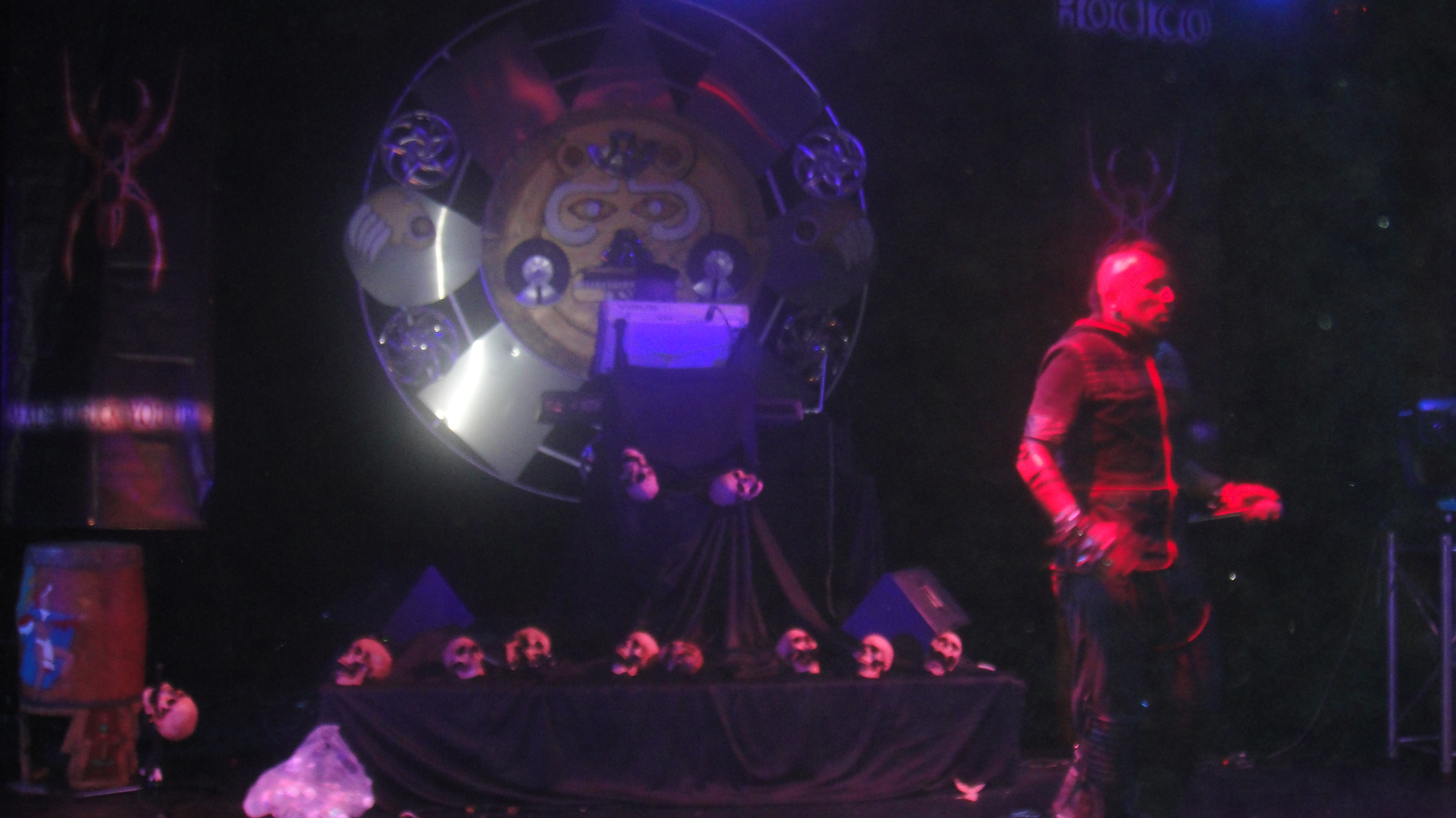
Hocico in 2009

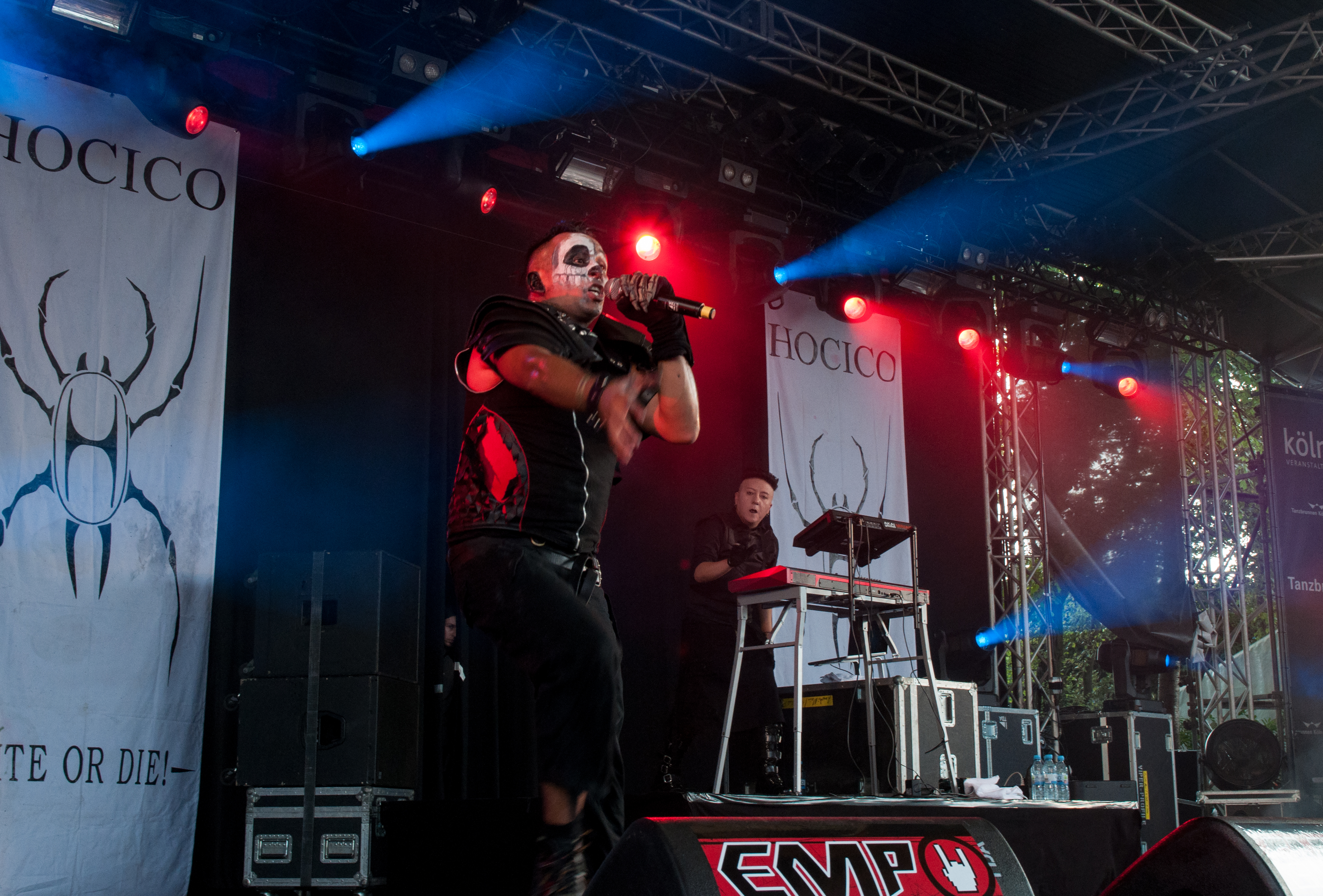
Amphi Festival 2014

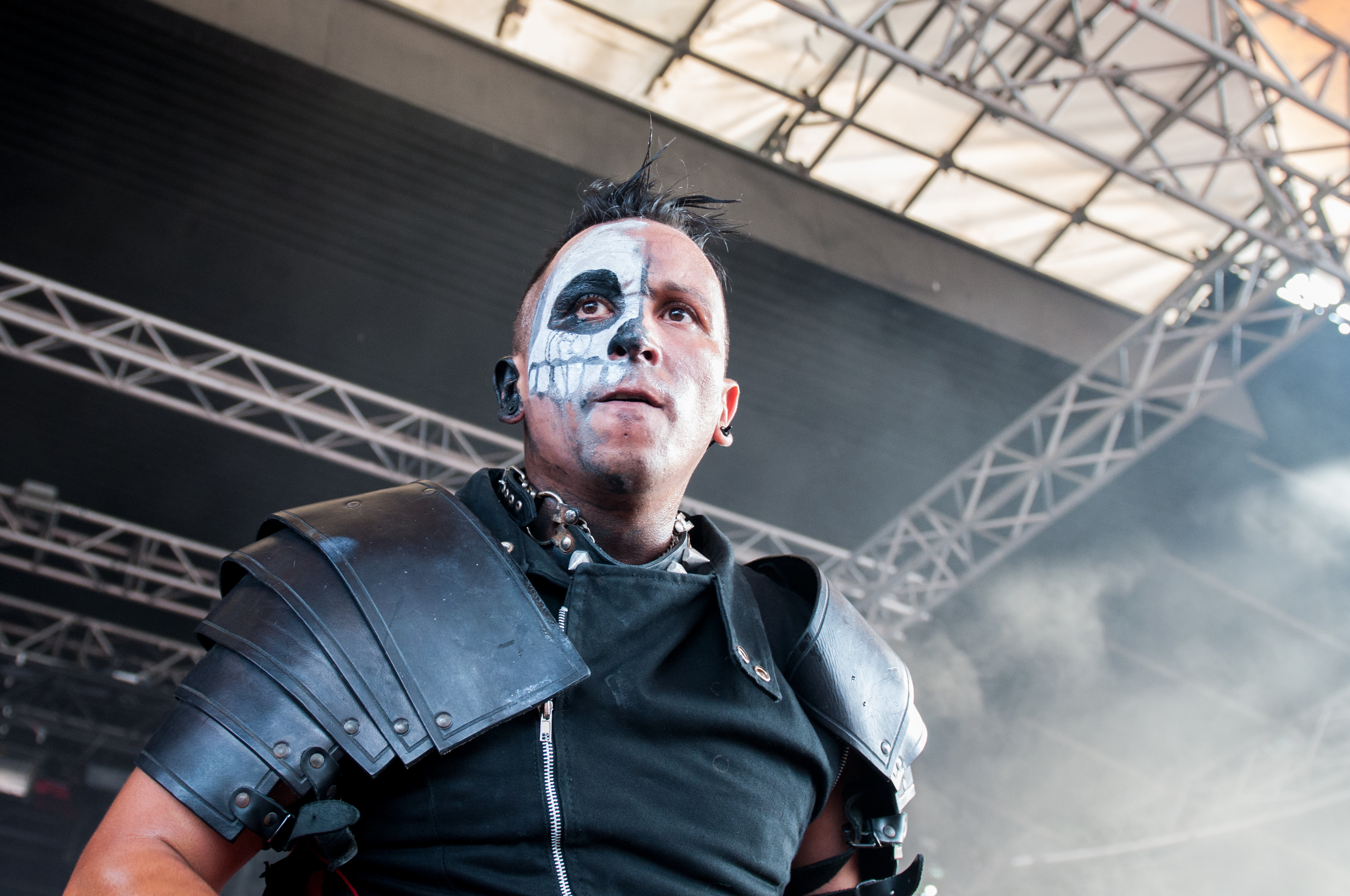
Erik Aicrag, 2014

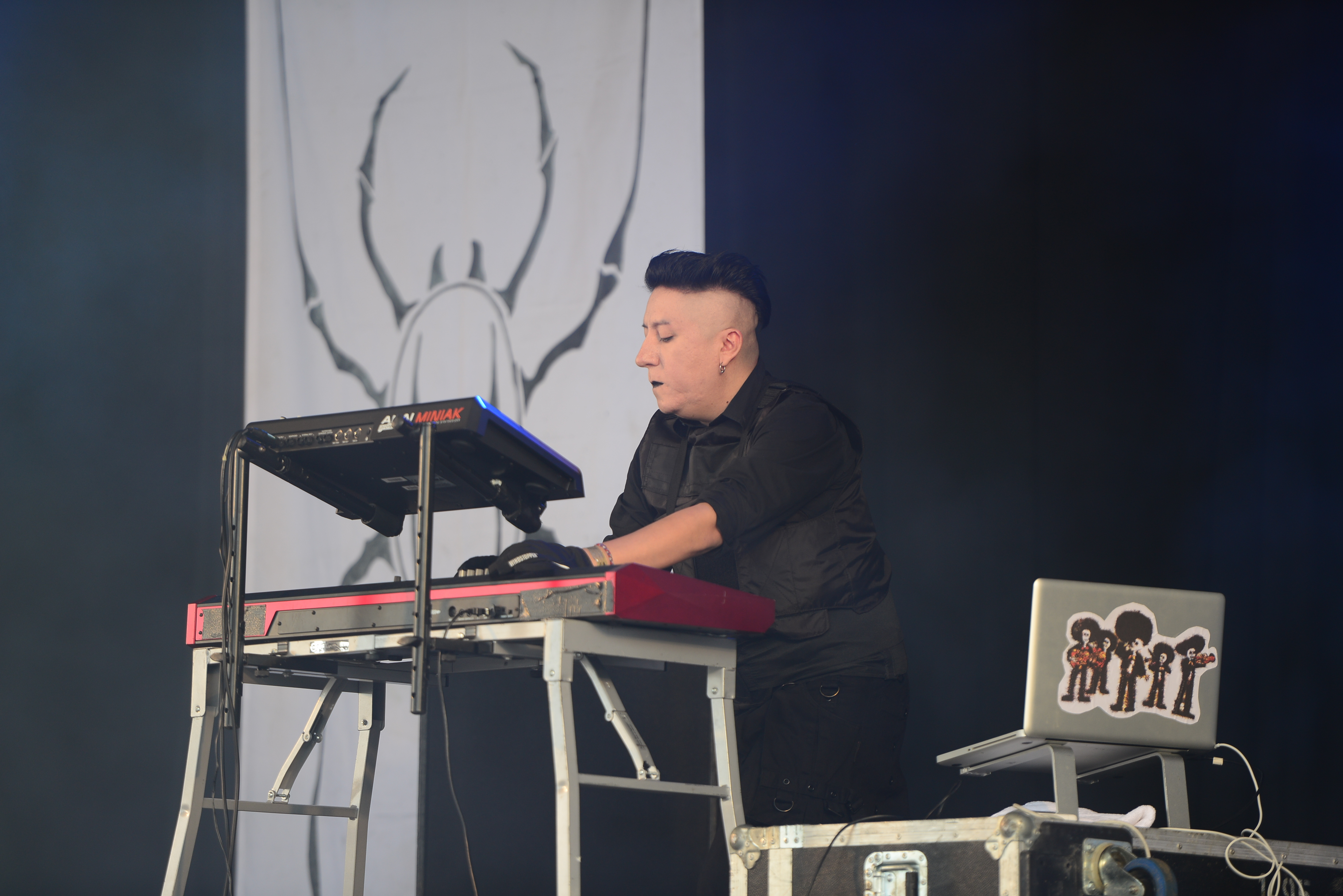
Racso Agroyam, 2014

Hocico (Spaans voor "snuit") is een Mexicaanse EBM en Darkelectro band die bestaat uit twee Azteekse Mexicanen. Het succes van Hocico heeft in eigen land een stroom aan vaak Spaanstalige EBM opgeleverd waar naast Hocico, ook de bands Amduscia en Cenobita internationaal bekend zijn.

## Line up
- Erk Aicrag (echte naam: Erik Garcia)- Vocals/productie
- Racso Agroyam (echte naam: Oscar Mayorga)- Synthesizers/productie

## Vroege jaren
In 1989 richtten de neven Erk Aicrag en Racso Agroyam de band Niñera Degenerada op samen met wat vrienden. Met primitieve apparatuur en beïnvloed door Skinny puppy werd er muziek gemaakt. In 1992 veranderde de band de naam in Hocico de perro en het laatste deel van de naam liet men later vallen. In 1993 kreeg de band de gelegenheid wat betere muziekapparatuur te kopen. In 1994 werd met de apparatuur de demotape "Misuse, abuse, and Accident" uitgebracht. Hetzelfde jaar bracht Hocico ook de demotape "Autoagresion Persistente" uit, waarmee ze internationaal en in Europa opzien baarden. In 1996 volgde een derde demotape met de titel "Triste Desprecio", waarmee de band een platencontract wist te bemachtigen bij het Opcion Sonica-label. Het debuutalbum "Odio Bajo El Alma" uit 1997 werd ook gelicenseerd door het Duitse Out of line-label uit Leipzig waardoor de muziek makkelijk in Europa verkrijgbaar is. Later werd een direct contract met dit label getekend, wat de band een vaste uitvalsbasis in Europa gaf.

## Naar Europa
In 1998 bracht Hocico de ep's "El dia de la Ira" en "Cursed land" uit, samen met het livealbum "Los hijos del infierno", wat hun positie in de Europese EBM-scène verder verstevigde. In 1999 verscheen het tweede studioalbum "Sangre hitviente", wat een kleine doorbraak betekende voor Hocico. Albumtrack "Spit as an offence" werd een grote dansvloerhit. Hierna werd de ep "Aqui y ahora el silencio" uitgebracht met remixen van "Spit as an offence". De op deze ep staande B-kant "Poltergeist" werd zo mogelijk een nog grotere clubhit, en bracht de doorbraak naar de eredivisie van de EBM. Gedurende deze jaren en de jaren erna was Hocico regelmatig in Europa te vinden voor optredens. Hoewel de band in Mexico-Stad bleef wonen, werd regelmatig de oversteek gemaakt.

## Consolidatie
Eind 2001 verscheen de single "Untold blasphemies" wat de opmaat was voor het derde album "Signos de abberacion". Dit wordt algemeen als Hocico's beste album gezien. Vlak hierna verscheen de ep "Disidencia inquebrantable" dat de lijn verder doortrekt. Ook in deze periode wordt veelvuldig opgetreden.
Om het tienjarig bestaan van de band te vieren brengt Hocico de drie demo's met extra tracks uit in de box "Hate never dies". Hierna brengt de band in 2004 de single "Born to be hated" en het album "Wrack and ruin" uit waarop de formule wat sleets lijkt te zijn geworden. In 2005 verschijnt in gelimiteerde oplage het livealbum "Blasphemies in the holy land (live in Israel)". In 2007 brengt Hocico de single "About a dead" uit waarop de band zich lijkt te herpakken. Begin 2008 verschijnt in een gelimiteerde oplage de shape-picture cd single "Shape of things to come". In Maart 2008 verschijnt het album "Memorias atras" waarop de band weer op gelijke voet lijkt te zijn met de vroegere albums.

## Dulce liquido
In 2000 presenteert Racso zijn project "Dulce Liquido" dat eigenlijk een omgekeerd Hocico is, daar Erk hier live de toetsen speelt en Racso zingt. Dit project concentreert zich meer op een genre als Rhythmic industrial dan op EBM hoewel er tussen het industriële beukwerk ook typische Hocico-achtige tracks zitten. Met dit project zijn tot nu toe twee albums gemaakt. "Disolución" uit 2000 en "Shock Therapy" (2003). Ook dit project doet het erg goed, hoewel opvalt dat het vooral de Hocico-achtige nummers zijn die aanslaan op de dansvloer.

## Rabia sorda
In 2006 presenteert Erk ook zijn soloproject. Rabia sorda laat een geluid horen vergelijkbaar aan Hocico, maar dan toegankelijker en melodieuzer. Eind 2006 verschijnt hiervan de single "Save me from my curse". Een compleet album met de titel "Metodos del caos" verscheen ten slotte in december 2006.

## Tweetalig
Hocico gebruikt voor hun teksten afwisselend het Spaans en het Engels, waarbij de Spaanstalige teksten licht de overhand hebben. Teksten handelen doorgaans over mishandelingen, geweld, derdewereldproblematiek en anti-religieuze thema's. In de teksten en muziek probeert de band een afspiegeling te geven van het gewelddadige leven in een metropool als Mexico-Stad.

## Discografie

### Als Hocico
- Odio Bajo el Alma (1997)
- El Dia de la Ira (1998)
- Cursed Land, MCD (1998)
- Los Hijos del Infierno (1998)
- Sangre Hirviente (1999)
- Aquí y Ahora en el Silencio (2000)
- Untold Blasphemies, MCD (2001)
- Signos de Aberracion (2002)
- Disidencia Inquebrantable MCD (2003)
- Hate Never Dies: The Remix Celebration (2003)
- Hate Never Dies: The Celebration, 4 cd's (2003) (oude demo's heruitgebracht op cd)
- Born to be (Hated), MCD (2004)
- Wrack and Ruin (2004)
- Blasphemies in the Holy Land (Live in Israel) (2005)
- A Traves De Mundos Que Arden, (dvd) (2006)
- About a dead, MCD (2007)
- Shape of things to come, MCD (2008)
- Memoria atras, cd (2008)
- Tiempos de Furia, cd (2010)

### Als Dulce Liquido
- Disolucion (2000)
- Shock therapy (2003)

### Als Rabia Sorda
- Save me from my curse MCD (2006)
- Metodos del caos (2006)

- MusicBrainz: b16fd684-831e-4128-8120-6626e76f88c6
- Nationale Bibliotheek van Tsjechië: xx0145816
- Virtual International Authority File: 132145702